# Lawrence (contea di Mercer, New Jersey)
Lawrence è un comune (township) degli Stati Uniti d'America, situato nello stato del New Jersey, nella contea di Mercer.